# Красне (Батуринська міська громада)
Кра́сне— село в Україні, у Батуринській територіальній громаді Ніжинського району Чернігівської області.

## Походження назви
Достеменної етимології немає.
Назва села може походити від старослов'янського «кра́сний» — гарний, прекрасний.

## Географія
Село розташоване на північному сході України в межах Придніпровської низовини, на межі Полісся та лісостепу, у середній течії Сейму, на лівобережних схилах його долини. На території села є ставки, утворені шляхом зведення загат по руслах колишніх лівих притоків Сейму, річечок Орлянки (Вовнянки) і Утви: Ворошиловський, Чернецький, Скаловський, Мусіївський, Слобідський, Базовський, Лиман.
Поверхня переважно рівнинна. Переважають лісостепові борові ландшафти та височинні в поєднанні з лучно-степовими низовинними.
Клімат — помірно-континентальний. 
Крізь село пролягає регіональна автомобільна дорога Р61. Найближче залізничне сполучення — станція Конотоп (за 19 км) та зупинний пункт Хутір-Халимонове (за 7 км). За 10 км від села пролягає міжнародний автошлях E101М02 (Київ—Бачівськ). Відстань до центру громади становить 13 км, до райцентру — 93 км.

## Історія

### Доісторичні часи
Люди селилися на території села Красне з найдавніших часів. Зокрема, поблизу хутору Пирогівка та в урочищі Сєрикові сосни неподалік Сейму — виявлені поселення культури ямково-гребінцевої кераміки, часів пізнього неоліту (V—III тис. до н. е.). Також на території села, на березі Базовського ставка археологами були знайдені залишки давньоруського городища.

### У складі Речі Посполитої
Село було заселене у 1630-х роках на місці старого "городища Красне" вільними поселенцями. Досі збереглася назва однієї з вулиць (кутків) села «Слобода», яка була одним із осередків поселення.

### Козацька держава. У складі Російської імперії
З 1649 року козаки села Красного відносилися до Батуринської сотні, яка входила до складу Борзнянського, потім, до 1654-го — Чернігівського, а потім — до Ніжинського полків Гетьманщини.
На середину XVII століття Красне  було досить великим селом. За описом 1654 р. у селі мешколо 67 дворів козаків  і 160 дворів «міщан». Діяла церква Різдва Богородиці.
За матеріалами Слідства про маєтності Ніжинського полку (1729-1730), у часи Дем'яна Многогрішного, Івана Самойловича, Івана Мазепи та Івана Скоропадського селяни і угіддя в Красному належали до гетьманського двору.
Приватне володіння у Красному формувалося завдяки скуповуванню земель. За описом 1726 р. окрім 180 козацьких дворів тут знаходилися такі приватні володіння:
- Колишнього батуринського сотника Дмитра Нестеренка — 11 дворів, при цьому деякі з цих дворів «взяти у мужиків за долг арендовий», а деякі — куплені також в селян; «дворище неогороженноє», «даровано на шинк Нестеренку от мужика Ковалєнка».
- Крупицького монастиря — 4 двори.
- Михайловської — 2 двори.
- Генерального судді Чарниша — 2 двори.
- «Василя Чуйкевича, сыну его Семену Чуйкевичу принадлежащие» — 2 двори.
- Двори куплені Михайла Козловського, «дворянина Мазепи» — 2 двори.
- Семена Савича, колишнього генерального писаря «протекцианти мужики, на своїх дворах жиючиє» — 4 двори.[5]

Селяни Красного були підданими гетьмана Кирила Розумовського.
За Описом Новгород-Сіверського намісництва у селі нараховувалося 250 козацьких дворів, 16 дворів підданих Розумовського та 44 двори інших власників (Івана Занкевича, Самійла Гриценка та ін.). Мешканці займалися землеробством і скотарством, продавали свою продукцію на ярмарках та базарах в Батурині, Конотопі, Коропі.
Після скасування полково-сотенного устрою в 1781 р. село Красне увійшло до складу Конотопського повіту, Новгород-Сіверського намісництва, в 1791 р. — у складі Чернігівського намісництва, 1797 р. — Малоросійської губернії. У 1802 р. повіт ввійшов до складу Чернігівської губернії.
Красне було волосним центром Краснянської волості у першому стані Конотопського повіту. Красненській волості підпорядковувалося в різні часи до 16 поселень.
За церковними записами існує така статистика населення:
- 1770 р. — 1538 чоловіків і 1587 жінок
- 1790 р. — 1610 чоловіків і 1720 жінок
- 1850 р. — 1599 чоловіків і 1745 жінок
- 1860 р. — 1645 чоловіків і 1820 жінок.

У 1885 р. в Красному було 3590 жителів, що мешкали в 616 дворах. Діяли православна церква, школа, 2 постоялі двори, 8 постоялих будинків, лавка, 5 вітряних млинів, крупорушка.
У 1897 в селі було 923 двори і нараховувалося 5157 жителів. 

#### Церкви
- Різдва Пресвятої Богородиці. Дерев’яну церкву збудовано до 1654 р. У 1722 р. храм згорів під час пожежі, був відбудований. В 1849 р. на кошти парафіян та колезького радника, уродженця Красного  Федора Мовчана було зведено нову дерев’яну на кам’яному фундаменті Різдвобогородицьку церкву із дзвіницею. Ззовні вона була оббита дошками, в середині  — розписана. До нашого часу не збереглася.[8]

- Казанської Божої Матері. Дерев'яна церква з дзвіницею збудована коштом парафіян, освячена 8 листопада 1894 р. Мала 2 престоли: головний в ім'я ікони Казанської Божої Матері та в ім'я Миколая Мирлікійського у правому приділі. До нашого часу не збереглася.[9]

### Революційний рух. У складі УНР
Двадцяте століття село Красне зустріло в складі Конотопського повіту Чернігівської губернії Малоросійського генерал-губернаторства Російської імперії. Воно було центром волості, до якої станом на 1914 р. належало 18 сільських общин: с. Красне, с. Митченки, х. Камашинський, х. Чупринин, х. Біланів, х. Харченків, х. Стешенків, х. Карпенків, х. Клюшників, х. Марусенків, х. Лизогубівський, с. Вирівка, с. Попівка, х. Забіякін, х. Кулешів, х. Острянський (Юрьївський), х. Глибокий, х. Якименків.
У цей час його населення становило близько 5 тисяч чоловік. У селі було кілька заїжджих дворів, крамниці, декілька вітряків і крупорушок. При селі працювала гуральня-завод Зороховича, який виробляв спирту більш ніж на 40 тисяч рублів на рік(?). У 1905 році була побудована церква Різдва Богородиці, крім того в селі була земська школа, яка налічувала 4 класи. Основними предметами були закон Божий, арифметика та граматика. На кінець XIX століття в селі Красному було до 7000 десятин землі, яка переважно зосереджувалася в руках землевласника Заньковича, Поплавського, Пулковського, полковника Угодовського.

Початок століття знаменувався і початком революційних рухів. Уродженець села Красного Ювеналій Дмитрович Мельников (1868—1900) був одним з організаторів перших марксистських гуртків на території Російської імперії, а саме в Харкові, Ростові-на-Дону, Києві. Під час революції 1905—1907 років селяни брали участь у розгромі економії цукрозаводчика Терещенка на станції Калинівка, де працювали в наймах значна кількість краснян, вирощуючи цукрові буряки. Частина селян орендувала ділянки землі, на яких теж вирощували буряки. Робота затягувалась до пізньої осені і настання холодів, ночувати часто доводилося в полі. Потім Красне потерпіло вир революції та Громадянської війни, яка розвела по різні боки барикад колишніх друзів, сусідів та родичів. Мешканець села, Болячевець К. Є., брав участь в збройному повстанні в Петрограді, Сердюк І. А. брав участь в придушенні повстання у Кронштадській фортеці. Деякі мешканці села, як-от  Галицький Г. та Швидкий Г., влилися в підрозділи УНР, інші Луценко П. Ф., Ілляшенко К. Г.стали чекістами, комсомольські загони в складі Пушкаря Ф. О., Бут Ф. Д., Коломійця І, Рубана І. М., Сердюка Г. А. воювали на боці більшовицьких окупантів. Це лише невелика частина людей, про які лишили слід, але в революційні змагання були втягнуті всі без винятку, не було людини, яка б від не постраждала від московського терору. Навесні 1918 р. в село ввійшли союзні німецькі війська для підтримки правління гетьмана Скоропадського, а з 26 січня 1919 р. Красне було окуповане Червоною армією. Уперше Радянську владу в селі було встановлено в січні 1918 року в складі Української Радянської Республіки, що протрималася до 1992 року.

### Колективізація. Голод. Репресії
У травні 1929 року в селі було організовано перше ТСОЗ. До 1933 р. в селі було створено ще 6 колгоспів, які давали можливість більш ефективно вилучати в селян продукти їх виробництва, часто не залишаючи навіть мінімуму, необхідного для виживання. Селяни, яким самим нічого було їсти, як могли опиралися діям «Червоної мітли», яка бажала вимести все до останньої зернини з селянських комор. Був застрелений із револьвера один з ініціаторів створення колгоспів В. Покрова, який повертався додому із засідання правління колгоспу. Люди намагалися сховати хліб, відмовлялися його здавати, а радянська влада, у той час як вони помирали від голоду, не дозволяла їм збирати колоски, що лишилися на колгоспних полях, ганяли їх звідти батогами.
11.08.1933 р. бюро Бахмацького райкому КП(б)У направило до суду справу відносно голови колгоспу ім. Ворошилова нашого села за те, що той дозволив колгоспникам збирати колоски для власних потреб. Мешканець села, Петровський Микола отримав 2 роки ув'язнення за 2 кілограми зібраних колосків. Збереглася доповідна записка від уповноваженого по с. Красне Сливи, який скаржився, що комірник Сердюк та рахівник Покрова разом з іншими колгоспниками колгоспу ім. Ворошилова відмовилися видавати з колгоспної комори хліб для вивозу до МТС.
У ті часи були репресовані мешканці села Сібіль Іван Григорович, Сібіль Микола Григорович, Сібіль Опанас Іванович, Сібіль Семен Іванович, Сібіль Олексій Іванович, Сова Семен Федорович, Сова Федір Григорович, Боярчуки: Ілля, Опанас, Пилип. Це прізвища тих небагатьох, про яких люди ще пам'ятають, скільки їх було насправді наразі невідомо.
Село постраждало внаслідок голоду 1932—1933 років.
У Національній книзі пам'яті містяться імена жертв терору голодом (у тому числі діти):
- Бариш Василь Павлович, 12 р., 1933 р., голод
- Дейнеко Агафія Марківна, 1933 р., голод
- Дорош Юхим […], 90 р., 1933 р., голод
- Жалій Іван Миколайович, 35 р., 1933 р., голод
- Жалій Євгенія Юхимівна, 80 р., 1933 р., голод
- Жалій Мар'я Миколаївна, 20 р., 1933 р., голод
- Жалій Микола Степанович, 70 р., 1933 р., голод
- Жалій Уляна Миколаївна, 20 р., 1933 р., голод
- Коросташивець Гаврило […], 1933 р., голод
- Коросташивець Петро […], 1933 р., голод
- Криницька Наталія […], 10 р., утриманець, 1933 р., голод
- Либань Михайло Михайлович, 6 р., 1933 р., голод
- Либань Наталія […], 1933 р., голод
- Луценко Уляна […], 1933 р., голод
- Микитенко Федір […], 40 р., 1933 р., голод
- Онищенко […] Павлівна, 1933 р., голод
- Онищенко Павло Антонович, 1933 р., голод
- Откидач Уляна Степанівна, 1933 р., голод
- Петрук Андрій […], 10 р., утриманець, 1933 р., голод
- Петрук Єфросинія […], утриманець, 1933 р., голод
- Петрук Сергій […], 11 р., утриманець, 1933 р., голод
- Рибна Ганна […], 8 р., утриманець, 1933 р., голод
- Різник Євдокія Андріївна, 56 р., утриманець, 1933 р., голод
- Різник Юхим Савович, 58 р., 1933 р., голод
- Сова Григорій Павлович, 53 р., 1933 р., голод
- Сова Михайло

В 1937-39-му роках головою сільської ради була Мірошніченко Є. М.

### Друга світова війна
9 вересня 1941 року село окупували нацистські війська. Ними було розстріляно 23 комуністичних активістів, серед них — голову сільської ради Мірошніченко Євдокію Микитівну, Либань Оксану Олександрівну, Назаренко Ганну Денисівну, Косенка Івана Петровича та інших. Багатьох юнаків та дівчат відвезли до Німеччини на роботи. Всього в рядах Червоної армії воювало 1014 жителів села, 418  нагороджено орденами і медалями, 462 загинуло. У 1956 році на могилі загиблих солдатів встановлено пам'ятник.

### В 2-й половині XX століття
У 1950 році відбулося перше укрупнення колгоспів, замість семи їх стало лише три: «Червона зірка», «Нове життя» та «Імені Шевченка». А в 1959 році всі колгоспи об'єднали в один під назвою «Жовтень».
Колгосп спеціалізувався на вирощуванні зернових та технічних культур, м'ясо-молочному тваринництві. Значні площі були засіяні цукровим буряком. За колгоспом було закріплено 6210 га сільськогосподарських угідь, у тому числі 4300 га орної землі. Підвищується добробут селян, їх культурний рівень, повністю була ліквідована неписьменність. Поліпшився благоустрій села, побудовано дві школи: середню, на 17 класних кімнат, та початкову, на дві. Відкрито лікарню на 35 ліжок, аптеку, дитячі ясла на 115 дітей.
22 лютого 1975 року головою колгоспу «Жовтень» став Міщенко М. С. Закінчено будівництво Будинку культури на 400 місць, розпочате в 1966 році. У Будинку культури розмістилася сільська бібліотека з книжковим фондом 14,4 тис. екземплярів. Приміщення лікарні переобладнали під дільничну амбулаторію, де на той час працювали 2 лікарі й 9 медпрацівників. Побудували нове відділення зв'язку зі зберкасою, контору колгоспу «Жовтень», дитсадок «Світанок» на 100 місць, ПСО (1976). Були споруджені автогараж, тракторний стан, зерновий тік. Колгосп став одним з найкращих у районі. У роки незалежності центральну вулицю села (колишню Леніна) перейменували на вулицю Міщенка — на честь людини, яка так багато зробила для нашого села.
У 1979 році головою колгоспу став Либань П. Г., з лютого 1985 року головою працював Васильченко Анатолій Ґнатович. З серпня 1985 року колгосп очолив Кухаренко В. М. На той час у колгоспі працювало 540 осіб. З 2000 по 2010 р. господарство очолював Горбаченко М. В. У 2004 році колгосп переформували на СТОВ «Промінь».

## Незалежність
Після відновлення незалежності в 1991 році ситуація в селі складається не найкращим чином — зменшується населення села, як за рахунок високої смертності та низької народжуваності, так і за рахунок того, що молодь виїжджає жити і працювати в міста. Переважна більшість жителів або пенсіонери, або, як і раніше, працюють в місцевому сільськогосподарському підприємстві. Колгоспні майно та земля були розподілені між колишніми членами колгоспу і якщо більшість вже продали свої майнові сертифікати, то земля залишається у власності селян, її вони здають в оренду підприємствам, які щорічно виплачують їм орендну плату в натуральному чи грошовому вигляді.
У багатьох господарствах є корови, коні. Здача молока та відгодівля телят на продаж є важливою складовою в бюджеті селян. Також у деяких мешканців села є трактори, робота на яких приносить їх власникам істотні прибутки. У 2009—2010 роках село було газифіковане за рахунок селян.
У селі є Храм Казанської ікони Божої Матері розміщений у пристосованому приміщенні. Парафія УПЦ Московської Патріархії.
12 червня 2020 року, відповідно до розпорядження Кабінету Міністрів України № 730-р «Про визначення адміністративних центрів та затвердження територій територіальних громад Чернігівської області», увійшло до складу Батуринської міської громади.
19 липня 2020 року, в результаті адміністративно-територіальної реформи та ліквідації Бахмацького району, село увійшло до складу Ніжинського району Чернігівської області.

## Населення

### Мова
Розподіл населення за рідною мовою за даними :
| Мова            | Кількість | Відсоток |
| --------------- | --------- | -------- |
| українська      | 1260      | 98.67%   |
| російська       | 10        | 0.78%    |
| білоруська      | 5         | 0.39%    |
| інші/не вказали | 2         | 0.16%    |
| Усього          | 1277      | 100%     |

### Відомі уродженці
- Каплан Марко Якович — художник.
- Мельников Ювеналій Дмитрович (23.04.1868 — 07.05.1900) — засновник перших марксистських гуртків на території України та Росії.
- Пучківський Олександр Митрофанович (06.04.1881 — 14.12.1937) — засновник української школи отоларингології.
- Косенко Михайло Васильович (07.09.1938 р. н.) — видатний діяч української ветеринарної медицини, академік, член-кореспондент Української академії аграрних наук, доктор ветеринарних наук, професор;
- Богомодлевський Іван (чернече ім'я Йоаким (близько 1670 — після 1947) — випускник та викладач Києво-Могилянської академії. Походив із родини священика.

## Топоніміка
Кутки с. Красне:  – Рубаниківка, Слобода, Березняки, Совинівка, Олехівка, Королівка, Берегівка, Покрівка, Харитонівка.
Урочища – Зінцеве; долина – Теліжина; ставки – Мусіївський, Скаловський, Чернецький, Ворошиловський, Лиман; ліс – Гайок, Ченцеві сосни.